# Johann Adam Soherr
Johann Adam Soherr (12. oktober 1706 i Mannheim – september/oktober 1778 i Lübeck) var en tysk rokokoarkitekt, som var kongelig dansk hofbygmester og senere blev stadsbygmester i Lübeck.

## Biografi
Han var søn af stadsmurermester i Mannheim Joseph Soherr og NN. Som 24-årlig blev Soherr stadsbygmester i sin hjemby Mannheim, men allerede to år senere tog han til København, hvor han 1733 blev kongelig bygningsinspektør. Fra 1742 var han dansk kongelig hofbygmester, men var underordnet hofbygmestrene Lauritz de Thurah og Nicolai Eigtved. I samme år fødte hans hustru Maria NN ham en søn, Johann Franz, som blev døbt 2. marts 1742 i Sankt Petri Kirke.
I 1745 stod han for ombygningen af Jægerspris Slot. Meget få danske værker kan med sikkerhed tilskrives Soherr. Det antages, at han har tegnet Det Württembergske Palæ i Slotsholmsgade (1741-42) for hertug Carl Christian Erdmann af Württemberg-Oels, men det blev af Christian Elling anset for sandsynligt, at det er Nicolai Eigtved, der har tegnet interiørerne, hvilket gør, at man også kan sætte spørgsmålstegn ved Soherr som arkitekt for palæets ydre. Frederik Weilbach regnede palæet for et af Soherrs dokumenterede værker, hvilket ikke er helt indiskutabelt. Et andet palæ, som tilskrives Soherr, er Danneskiold-Laurvigs Palæ i Store Kongensgade fra midten af 1740'erne. Begge disse palæer er siden blevet forhøjet med en etage.
I 1749 fik han stillingen som stadsbygmester i Lübeck, hvor hans aktivitet er meget bedre dokumenteret. Soherr er bl.a. kendt for at have formidlet det eigtvedske rokokostil til Nordtyskland via sine værker i Lübeck og omegn. Flere af hans bygninger har lisener karakteristisk for stilen.
I 1750 opførte han præstegården i Behlendorf (Kreis Herzogtum Lauenburg). Samme år fik han i opdrag at tegne en vindmølle. Som byggegrunde foreslog han selv bastionen Schwansort ved Mühlentorwall og Kaisertor. Samtidig anbefalede han opførelsen af en mølle, der var uafhængig af vind og vejr, og byens råd fulgte anbefalingen og besluttede at opføre en hestetrukken mølle på det "øde sted ved Trave, hvor et par forfaldne huse kan rives ned". Denne møllebygning blev først i 1918 ombygget til beboelse.
I 1751 opførte Soherr i Ritzerau (Kreis Herzogtum Lauenburg) et bryggeri og brænderi og 1753 et lejehus. I årene 1754-55 stod han for indretningen af Audienssalen i Lübecker Rathaus (den tidligere Hansesal) og samtidig 1755-56 Børssalen. Audienssalen blev udsmykket med malerier i rokokostil af italieneren Stefano Torelli.
Et af Soherrs hovedværker tilkom i perioden 1757 til 1763, hvor Peter-Paul-Kirken i Bad Oldesloe i Holsten blev opført. Den erstattede en forfalden middelalderkirke fra år 1150.
Et andet hovedværk er det lille landsted, Schlösschen Bellevue, som blev opført 1754 til 1756 for købmanden Hieronymus Küsel ved Einsiedelstraße i Lübeck. I 1761 var Soherr muligvis beskæftiget ved herregården Stockelsdorf og fra 1761 til 1763 ved godset Niendorf i Moisling for rådsherren Diedrich von Bartels.
Fra 1769 til 1771 byggede han et nyt vesttårn på teglstensbasilikaen i Nusse (Kreis Herzogtum Lauenburg) og fik i sidstnævnte år til opgave fra byrådet at opføre den stadig fungerende haverestaurant Lachswehr. I 1773 blev den tidligere træbro Puppenbrücke over Trave-floden ombygget i sten og forsynet med figurer af Dietrich Jürgen Boy. I tidsrummet 1773-75 opførte Soherr en ny hovedbygning på herregården Behlendorf og lavede 1774-75 udkast for bygmester Johan August Rothe til en forvalterbolig og økonomibygninger. 1775 lod han opføre en ny herregård på et af byens godser, Gut Steinrade i Lübeck-Schönböcken (byen Lübeck ejede flere godser uden for selve byen).
19. september 1778 overdrog han sit embede til sin søn Johann Franz Soherr og døde nogle dage senere.
Johann-Soherr-Straße i Lübeck er opkaldt efter ham.

## Værker
I København og omegn:
- Det Württembergske Palæ, senere Lerches Gård, Slotsholmsgade 10 (1741-42, forhøjet med en etage, nu ministerier, fredet)
- Konduktør for J.C. Krieger ved opførelsen af Laurierhuset i Kongens Have (1742-46, senere ombygget til Livgardens Kaserne, fredet)
- Prinsens Palæ, Frederiksholms Kanal 12, medarbejder ved Eigtveds ombygning (1743-45, fredet)
- Danneskiold-Laurvigs Palæ, Store Kongensgade 68 (1740'erne, senere ændret og forhøjet 1882, fredet 1964)
- Formentlig konduktør ved Eigtveds kinesiske pavillon, Frederiksborg Slotshave (1743-47, tilskrevet, nedrevet 1769)
- Fredensborg Slot, forskellige projekter og arbejder (1744, tilskrevet, fredet)
- Sorgenfri Slots staldbygning (tilskrevet, fredet)
- Jægerspris Slot, forlængelse af nordfløjen og opførelsen af Jægergården (1745-46, tilskrevet, fredet)

I Lübeck og omegn:
- Præstegård i Behlendorf (1750)
- An der Obertrave 43, tidl. hestemølle, Lübeck (1750)
- Bryggeri og brænderi, Ritzerau (1751)
- Forpagtergård, Ritzerauerhof, Ritzerau (1753)
- To pakhuse (dobbelthus), Fischergrube 83 og An der Untertrave 70, Lübeck (1754, tilskrevet)
- Schlösschen Bellevue, Einsiedelstraße 10, Lübeck (1754-56)
- Indretning af Audienssalen og Børssalen, Lübecker Rathaus (1754-55, malerier af Stefano Torelli)
- Herskabsemporium, Genin Kirke, Niederbüssauer Weg (1759)
- Skranke foran Greveraden-Kapelle i Lübeck Domkirke (1769)
- Lachswehrallee 39, gæstgiveriet Lachswehr (1777)
- Peter-Paul-Kirken, Kirchberg, Bad Oldesloe (1757-64, tårnet tilføjet 1886 af Greve)
- Gut Stockelsdorf (1761, tilskrevet)
- Gut Niendorf i Lübeck-Moisling (1761-63)
- Nyt vesttårn, kirken i Nusse (1769-71, brændt 1821, nedrevet 1836)
- Puppenbrücke, Lübeck (1773, figurer af Dietrich Jürgen Boy)
- Gut Behlendorf i Lauenburg, hoved- og avlsbygninger til godset, Hofstraße (1773-74)
- Gut Steinrade, Medenbreite 47 (1775)